# Jean-Pierre Pozzi
Jean-Pierre Pozzi est un réalisateur français.

## Biographie
Après ses études à l'École des beaux-arts de Dijon, Jean-Pierre Pozzi a travaillé comme assistant puis réalisateur de films publicitaires.
Son premier long métrage, Ce n'est qu'un début, documentaire coréalisé avec Pierre Barougier, est sorti en 2010.

## Filmographie

### Courts métrages
- 1987 : Mad Night[3]
- 1993 : Dressing Room

### Longs métrages
- 2010 : Ce n'est qu'un début (coréalisateur : Pierre Barougier)
- 2017 : Macadam Popcorn
- 2021 : La Disparition ?